# 1934 az irodalomban
Az 1934. év az irodalomban.

## Megjelent új művek

### Próza
- Louis Aragon regénye: Les Cloches de Bâle (A bázeli harangok); első kötete a Le monde réel (Való világ) című regényfolyamnak. A folytatások:
  - Les Beaux Quartiers (1936)
  - Les Voyageurs de l'impériale (1942)
  - Aurélien (1944)
  - Les Communistes (1949–1951, átírva 1966–1967)
- Samuel Beckett elbeszéléskötete: More Pricks Than Kicks, (magyarul: Több fricska mint rúgás)
- James M. Cain: A postás mindig kétszer csenget (The Postman Always Rings Twice)
- Agatha Christie regényei:
  - Gyilkosság az Orient expresszen (Murder on the Orient Express)
  - Miért nem szóltak Evansnak? (Why Didn't They Ask Evans?)
  - Befejezetlen portré (Unfinished Portrait)
- F. Scott Fitzgerald: Tender Is the Night (Az éj szelíd trónján)
- Robert Graves: I, Claudius (Én, Claudius); folytatása: Claudius the God (Claudius, az isten), 1935
- Carlo Emilio Gadda olasz író második elbeszéléskötete: Il castello di Udine
- Jean Giono francia író regénye: Le Chant du monde (Zeng a világ)
- Dashiell Hammett amerikai krimiíró: The Thin Man (A cingár feltaláló)
- Erich Kästner regénye: Drei Männer im Schnee (Három ember a hóban)
- Sinclair Lewis regénye: Work of Art (Művészek)
- Henry Miller amerikai író regénye: Tropic of Cancer (Ráktérítő)
- Vladimir Nabokov regénye folytatásokban: Отчаяние (angol nyelven: Despair)
- George Orwell könyve: Burmese Days (Tragédia Burmában)
- Mihail Sebastian román író, drámaíró regénye: De două mii de ani (Kétezer éve)
- Upton Sinclair regénye: The Book of Love
- Jan Jacob Slauerhoff holland író, költő regénye: Het leven op aarde (Élet a földön)
- Irving Stone regénye Vincent van Gogh életéről: Lust for Life
- P. G. Wodehouse:
  - Thank You, Jeeves (magyar címe: Köszönöm, Tóbiás!, illetve: Köszönöm, Jeeves!)
  - Right Ho, Jeeves (magyar címe: Megőrült, Jeeves?)
- Marguerite Yourcenar regénye: Denier du rêve (Álomtallér)

### Költészet
- Louis Aragon kötete: Hourra l'Oural (Hurrá, Urál)
- Dylan Thomas verseinek gyűjteménye: 18 Poems (Tizennyolc vers)
- Gunnar Ekelöf svéd szerző verseskötete: Dedikation (Ajánlás)
- Hendrik Marsman holland költő, író verseskötete: Porta Nigra (Fekete kapu)

### Dráma
- Jean Anouilh: Y’avait un prisonnier (Volt egyszer egy rab), bemutató
- Federico García Lorca: Yerma, bemutató
- Jean Cocteau színműve: La machine infernale (Pokoli gépezet), bemutató

### Magyar irodalom
- Áprily Lajos verseskötete: Rönk a Tiszán
- József Attila verseskötete: Medvetánc, benne t. k.: Téli éjszaka (1932), Reménytelenül (1933), Elégia (1933), Óda (1933), Eszmélet (1934)
- Kosztolányi Dezső: Bölcsőtől a koporsóig. (Arcképek)
- Márai Sándor: Egy polgár vallomásai
- Móricz Zsigmond: A nagy fejedelem, az Erdély-trilógia második kötete
- Nagy Lajos szociográfiája: Kiskunhalom
- Németh László elsőként megjelent könyve: Ember és szerep
- Szentkuthy Miklós regénye: Prae
- Szerb Antal regénye: A Pendragon legenda
- Tormay Cécile: A túlsó parton, a regénytrilógia második kötete
- Babits Mihály: Az európai irodalom története (a 19. századig terjedő 1. kötet; a 2. kötet a következő évben)

## Születések
- február 12. – Ladányi Mihály magyar költő († 1986)
- március 12. – Moldova György szatirikus hangvételű magyar író, nevét főként riportkönyvei tették ismertté († 2022)
- március 27. – Csurka István író, dramaturg, politikus († 2012)
- május 27. – Harlan Ellison amerikai sci-fi-szerző († 2018)
- június 9. – Thinsz Géza költő, műfordító († 1990)
- július 13. – Wole Soyinka, főként angol nyelven publikáló nigériai író, aki a fekete-afrikai írók közül elsőként (1986-ban) részesült irodalmi Nobel-díjban
- szeptember 8. – Kalász Márton magyar költő, író, műfordító († 2021)
- szeptember 21. – Leonard Cohen kanadai költő, regényíró, énekes és dalszövegíró († 2016)
- október 14. – Hervay Gizella erdélyi költő, író, műfordító († 1982)
- október 22. – Pomogáts Béla kritikus, irodalomtörténész († 2023)
- december 2. – Györe Imre költő, drámaíró, publicista († 2009)

## Halálozások
- január 8. – Andrej Belij orosz író, költő, antropozófus, a szimbolizmus egyik képviselője az orosz irodalomban (* 1880)
- február 8. – Móra Ferenc író, muzeológus (* 1879)
- február 16. – Eduard Bagrickij orosz, szovjet költő, műfordító, drámaíró (* 1895)